# Escuela de Suboficiales (Chile)
La Escuela de Suboficiales del Sargento 2º Daniel Rebolledo Sepúlveda tiene como función la formación del cuadro permanente del Ejército de Chile. Se localiza en la comuna de Maipú.

## Historia

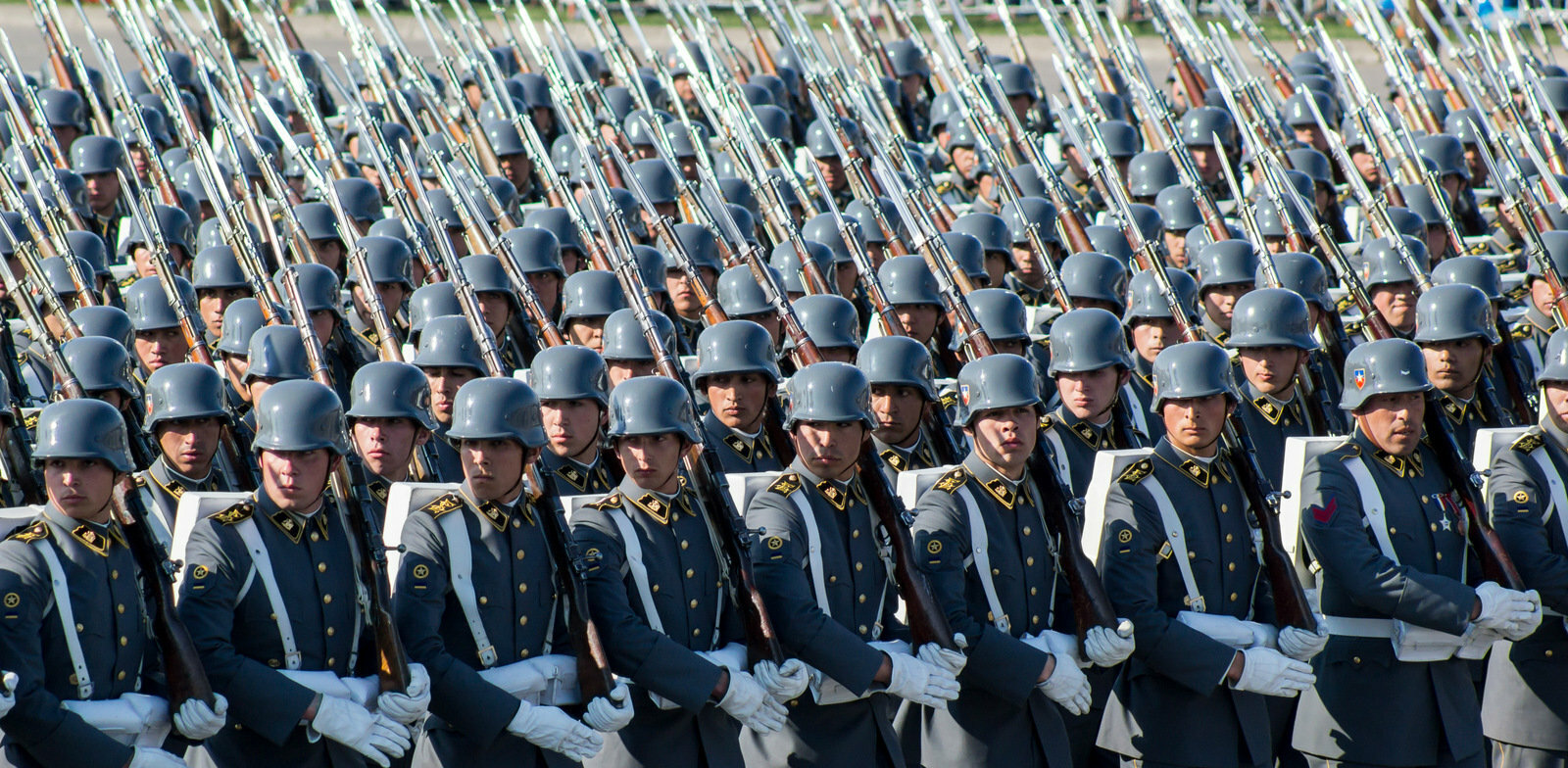
Alumnos de la Escuela de Suboficiales en la Parada militar 2014.

El año 1817, el general Bernardo O'Higgins Riquelme crea la Academia Militar, que tendría como objetivo formar a los futuros Oficiales y Sargentos. Bajo la presidencia de José Manuel Balmaceda se forma, en 1887, la Escuela de Clases, que en 1908 se transformaría en la Escuela de Suboficiales. La escuela se puso en pausa gracias a la crisis en Chile de 1924 a 1925, y posteriormente retomó las clases hasta 1943. En 1943, se creó el Batallón Escuela de Clases en la Escuela de Infantería (con cuartel en San Bernardo), que pasó a llamarse Batallón Escuela de Suboficiales de 1953 hasta 1967.
El 20 de octubre de 1967 se dispuso por decreto supremo la creación de la Escuela de Suboficiales Sargento 2.º Daniel Rebolledo Sepúlveda, llamado así en memoria del militar chileno que fuera Héroe en las batallas de Chorrillos y Miraflores en la Guerra del Pacífico, que fundiría en una sola escuela matriz todas las escuelas destinadas a la formación del cuadro permanente. La que se ubicó, en el antiguo edificio de la  Escuela Militar, hasta el año 1994.
El año 1994 se trasladan sus recintos a las instalaciones de Rinconada de Maipú, donde funcionaba la Escuela Femenina Militar. El año 1995 comienzan a formarse las futuras suboficiales en la misma escuela que el personal masculino de cuadro permanente.

## Formación académica

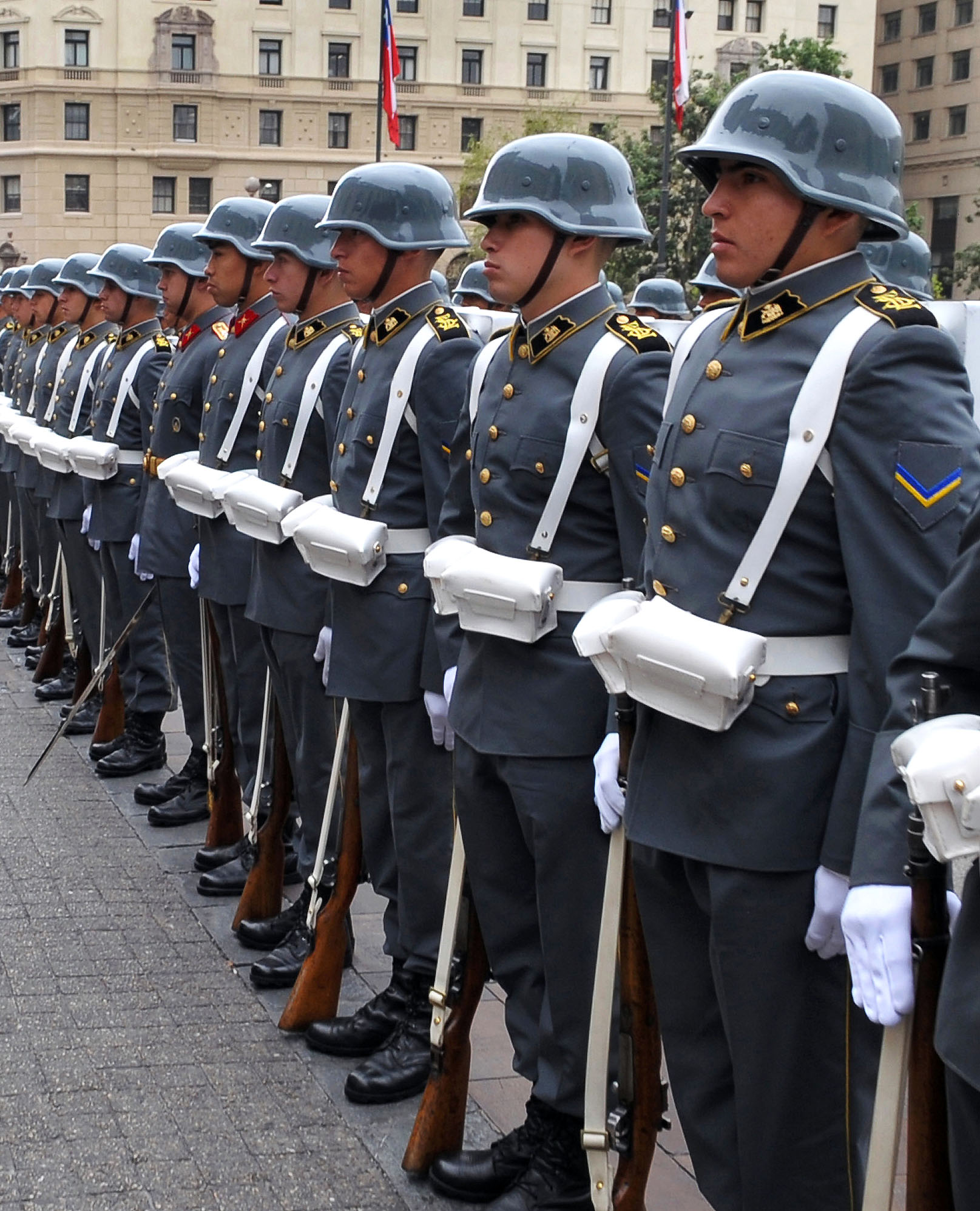
Alumnos de la Escuela de Suboficiales en formación.

Sus alumnos ingresan al primer año en común en calidad de Aspirante a Clase. El primer año corresponde a estudios de carácter formativo militar, para ingresar al segundo año a los cursos de especialización en las diversas armas o servicios.
El primer año tienen el grado de Soldado dragoneante. Al ingresar al segundo año de estudios obtienen el grado de Cabo dragoneante. Una vez finalizado el segundo año ingresan al Ejército en el escalafón de Clases con el grado de Cabo.
Los Cabos Dragoneantes participan en una de las siguientes escuelas:
- Escuelas de Armas
  - Infantería (masculinos y femeninos)
  - Artillería (masculinos y femeninos)
  - Caballería blindada (masculinos y femeninos)
  - Ingenieros
  - Telecomunicaciones

- Escuelas de los Servicios

- - Bandas
  - Intendencia
  - Material de guerra
  - Sanidad
  - Veterinaria
  - Personal
  - Transporte

Existen cursos voluntarios para optar a especialidades secundarias, tales como el de paracaidista militar, el cual se estudia durante el primer año. Para los alumnos de segundo año se imparte el curso de Guerra electrónica, para los alumnos del arma de Telecomunicaciones.
Aquí se presenta la gradación que obtienen los Aspirantes y Suboficiales del Ejército de Chile durante su carrera militar:
| Años de estudio | Grado               |
| --------------- | ------------------- |
| 1° año          | Soldado dragoneante |
| 2° año          | Cabo dragoneante    |

| Años de Suboficial | Grado |
| ------------------ | --- |
| 1.º - 3.º año      | Cabo |
| 4.º - 10.º año     | Cabo 2.º |
| 11.º - 16.º año    | Cabo 1.º |
| 17.º - 21.º año    | Sargento 2.º |
| 22.º - 26.º año    | Sargento 1.º |
| 27.º - 31.º año    | Suboficial |
| 32.º año           | Suboficial mayor (Pará ese Grado se entra a una base de datos donde se elige a los Suboficiales Mayores según su trayectoria a lo largo de su carrera solo llegando algunos al grado máximo del personal de Cuadro Permanente. |